# Микроконтактная спектроскопия
Микроконтактная спектроскопия (МКС) (англ. point contact spectroscopy) — метод спектроскопии элементарных возбуждений в металлах с помощью точечных контактов, размер (диаметр) которых {\displaystyle d} меньше длины энергетической релаксации (пробега) электронов. Предложен в 1974 И. К. Янсоном в Физико-техническом институте низких температур НАН Украины (г. Харьков) при измерении вольт-амперных характеристик (ВАХ) туннельных переходов металл-диэлектрик-металл, содержащих металлические (короткие) микромостики в барьерном слое. Теория МКС была построена И. О. Куликом, А. Н. Омельянчуком и Р. И. Шехтером.

## Качественное объяснение
Сопротивление контакта между чистыми металлами, {\displaystyle {{R}_{Sh}}}, в пределе {\displaystyle d/{l}\to 0} ({\displaystyle d} — диаметр контакта, {\displaystyle l} — (наименьшая) длина свободного пробега) описывается формулой Шарвина
{\displaystyle {{R}_{Sh}}={\frac {16}{3\pi }}{\frac {{p}_{F}}{n{{e}^{2}}{{d}^{2}}}}\,,}
и не зависит от длины свободного пробега ({\displaystyle n} — плотность электронов, {\displaystyle p_{F}} — фермиевский импульс). Микроконтактная спектроскопия основана на изучении поправок к {\displaystyle R_{Sh}}, обусловленных конечной величиной электрон-фононной длины свободного пробега {\displaystyle {{l}_{ep}}\left(\varepsilon \right)} и её зависимостью от избыточной энергии {\displaystyle \varepsilon } электронов
{\displaystyle l_{ep}^{-1}\left(\varepsilon \right)={\frac {2\pi }{{v}_{F}}}\int \limits _{0}^{\varepsilon /\hbar }{d\omega }g\left(\omega \right),\quad T=0\,,}
где {\displaystyle v_{F}} — скорость электрона на поверхности Ферми, {\displaystyle T} — температура, {\displaystyle g\left(\omega \right)} — функция электрон-фононного взаимодействия (ЭФВ). Приближенное выражение для сопротивления контакта с учётом поправки, связанной с электрон-фононным рассеянием может быть записано в следующем виде (формула Векслера):
{\displaystyle R={\frac {V}{I(V)}}={{R}_{Sh}}\left[1+\alpha {\frac {d}{{{l}_{av}}\left(eV\right)}}\right],\quad d\ll {{l}_{ev}};}
где {\displaystyle I} — ток через контакт, {\displaystyle \alpha } — числовой коэффициент, {\displaystyle V} — напряжение, приложенное к контакту, {\displaystyle {{l}_{av}}\left(eV\right)} — усреднённая длина свободного пробега
{\displaystyle l_{av}^{-1}={\frac {1}{eV}}\int \limits _{0}^{eV}{d\varepsilon }l_{ep}^{-1}\left(\varepsilon \right)\,.}
Первая производная тока по напряжению приближённо (при {\displaystyle d\ll {{l}_{av}}}) равна:
{\displaystyle {\frac {dI}{dV}}\approx {\frac {1}{{R}_{Sh}}}\left(1-\alpha dl_{ep}^{-1}\left(eV\right)\right)\,.}
Таким образом, вторая производная ВАХ по напряжению пропорциональна спектральной функции ЭФВ:
{\displaystyle {\frac {{{d}^{2}}I}{d{{V}^{2}}}}\sim {\frac {ed}{\hbar {{v}_{F}}}}g\left(eV\right)\,.}

## Теория

### Перераспределение электронов по энергиям
МКС обусловлена энергетической дупликацией неравновесных носителей заряда (электронов) в микроконтактах при низких температурах ({\displaystyle {{k}_{B}}T\ll eV}) — явлением, которое заключается в образовании под действием электрического смещения {\displaystyle V} двух групп неравновесных носителей, движущихся через контакт в противоположных направлениях.  Максимальные энергии для каждой из групп отличаются на величину {\displaystyle eV}. Наблюдение и теоретическое объяснение этого явления было зарегистрировано, как открытие «Диплом № 328. Явление перераспределения энергии носителей заряда в металлических микроконтактах при низких температурах» (авторы Ю. В. Шарвин, И. К. Янсон, И. О. Кулик, А. Н. Омельянчук, Р. И. Шехтер) . Релаксация такого распределения приводит к нелинейной ВАХ, первая производная которой пропорциональна частоте неупругого рассеяния электронов, а вторая — микроконтактной функции взаимодействия электронов с другими квазичастицами с энергией ({\displaystyle \hbar \omega =eV}).

### Вычисление микроконтактного спектра
Зависимость тока от напряжения может быть вычислена с помощью решения кинетического уравнения Больцмана для квазиклассической функции распределения с граничным условием её равновесности вдали от контакта. Неупругое взаимодействие электронов с фононами (или другими квазичастицами) учитывается с помощью соответствующего интеграла столкновений. В рассматриваемом случае решение может быть получено с помощью теории возмущений по константе электрон-фононного взаимодействия. В нулевом приближении для баллистического контакта задача имеет точное решение, а сопротивление контакта равно сопротивлению Шарвина.

В случае электрон-фононного взаимодействия при {\displaystyle T\to 0} и {\displaystyle d\ll {{l}_{ep}}} 
| {\displaystyle {\frac {1}{R}}~{\frac {{\rm {d}}R(V)}{{\rm {d}}V}}={\frac {8ed}{3\hbar v_{\rm {F}}}}g_{pc}(\omega )\|_{\hbar \omega =eV},} | (1) |

где {\displaystyle {{R}^{-1}}=dI\left(V\right)/dV}, {\displaystyle {{g}_{pc}}\left(\omega \right)} — микроконтактная функция ЭФВ. Последняя отличается от туннельной функции ЭФВ (функции Элиашберга) наличием весового множителя, учитывающий кинематику процессов рассеяния электронов в микроконтакте определённой формы. Микроконтактная функция ЭФВ имеет вид 
{\displaystyle {{g}_{pc}}(\omega )={\frac {1}{{\left(2\pi \hbar \right)}^{3}}}{\frac {\int {\frac {{\text{d}}{{S}_{\vec {p}}}}{{v}_{p}}}\int {\frac {{\text{d}}{{S}_{{\vec {p}}'}}}{{v}_{{p}'}}}W({\vec {p}},{\vec {p}}')\delta (\omega -{{\omega }_{{\vec {p}}-{\vec {p}}'}})K({\vec {p}},{\vec {p}}')}{\int {\frac {{\text{d}}{{S}_{\vec {p}}}}{{v}_{p}}}}},}
где {\displaystyle W({\overrightarrow {p}},{\overrightarrow {p}}')} — квадрат модуля матричного элемента перехода электронов из состояния с импульсом {\displaystyle {\overrightarrow {p}}} в состояние с импульсом {\displaystyle {\overrightarrow {p}}'} при рассеянии на фононе с энергией {\displaystyle \hbar \omega }, {\displaystyle K({\overrightarrow {p}},{\overrightarrow {p}}')} — геометрический фактор Кулика, нормированный на среднее по углам значение. Интегрирование проводится по состояниям на Ферми поверхности, {\displaystyle {{dS}_{\vec {p}}}} - элемент площади ферми-поверхности, {\displaystyle v_{p}} - абсолютная величина скорости электрона с импульсом {\displaystyle {\overrightarrow {p}}}. Микроконтактная функция ЭФВ учитывает кинематику процессов рассеяния в контактах четко определённой геометрии, а также упругое рассеяние электронов на статических дефектах в приконтактных области. По аналогии с другими функция ЭФВ определяется интегральным параметром ЭФВ в микроконтакте λ
{\displaystyle \lambda =2\int _{0}^{\infty }{\frac {g(\omega )}{\omega }}{\rm {d}}\omega },
который по порядку величины равен другим параметрам ЭФВ в данном металле. Выражение (1) имеет аналогичный вид и для взаимодействия электронов с магнонами, экситонами и другими квазичастицами. 

## Эксперимент
Основной технической проблемой измерения микроконтактного спектра является создание ситуации, когда диаметр контакта достаточно мал, {\displaystyle d\ll {{l}_{ep}}}. Как правило, для реализации этого неравенства необходима низкая температура (температура жидкого гелия) и контакты диаметром не более 10-100 Ǻ. Микроконтактные спектры имеют наибольшую интенсивность для баллистических контактов (между чистыми металлами). Распространёнными методами создания контактов для МКС являются: Получение микрозакороток в туннельном барьере между двумя металлами. Контакт типа «игла-наковальня», который создаётся двумя электродами, один из которых заточен в виде острия с радиусом кривизны порядка нескольких микрометров, а другой имеет плоскую поверхность. Прижимные контакты, образующиеся в месте соприкосновения двух электродов (например, в форме цилиндров или брусков, расположенных крест-накрест) при их сдвиге друг относительно друга.
Микроконтактные спектры большинства металлов можно найти в атласах [3,5].
Круг объектов, которые изучают методом МКС, содержит металлы, различные интерметаллические сплавы и соединения с переменной валентностью, системы с тяжелыми фермионами, Кондо-решётки и Кондо-примеси, низкоразмерные проводники, традиционные и высокотемпературные сверхпроводники и другие актуальные материалы.